# José María Monner Sans
José María Monner Sans (Adrogué, 21 de agosto de 1896-Buenos Aires, 31 de marzo de 1987) fue un abogado, profesor y hombre de letras argentino, decano de la Facultad de Filosofía y Letras de la Universidad de Buenos Aires (1960-1962). Fue padre de Ricardo Monner Sans e hijo de Ricardo José Vicente Monner Sans.

## Biografía
Nació en Adrogué el 21 de agosto de 1896. Profesor y hombre de Letras. Abogado. Vicedecano de la Facultad de Humanidades de la Universidad Nacional de La Plata (1940-1941) y decano de la Facultad de Filosofía y Letras de la Universidad de Buenos Aires (1960-1962). Fue profesor emérito de la UBA. Dictó cursos en las Universidades de Texas y Los Ángeles.
Falleció en Buenos Aires el 31 de marzo de 1987.

## Obras
Escribió diversos libros como:
- Nociones de literatura general (1920).[4]
- El teatro de Pirandello (1936).[4]
- El teatro de Lenormand (1937).[4]
- Panorama del nuevo teatro (1939).[4]
- Julián de Casal y el modernismo hispano americano (1952).[4][5]
- El problema de las generaciones (1970).[4]

Además fue autor de teatro:
- El tren 48.[4]
- Yo me llamo Juan García.[4]
- Islas Orcadas.[4]

## Premios
Obtuvo el Premio de Honor otorgado por la Municipalidad de la Ciudad de Buenos Aires, la Faja de Honor otorgada por la Sociedad Argentina de Escritores y el Premio Nacional de Ensayo. Premio Konex 1984: Ensayo Literario.